# 博斯博物館
54°32′31″N 1°54′55″W / 54.54194°N 1.91528°W

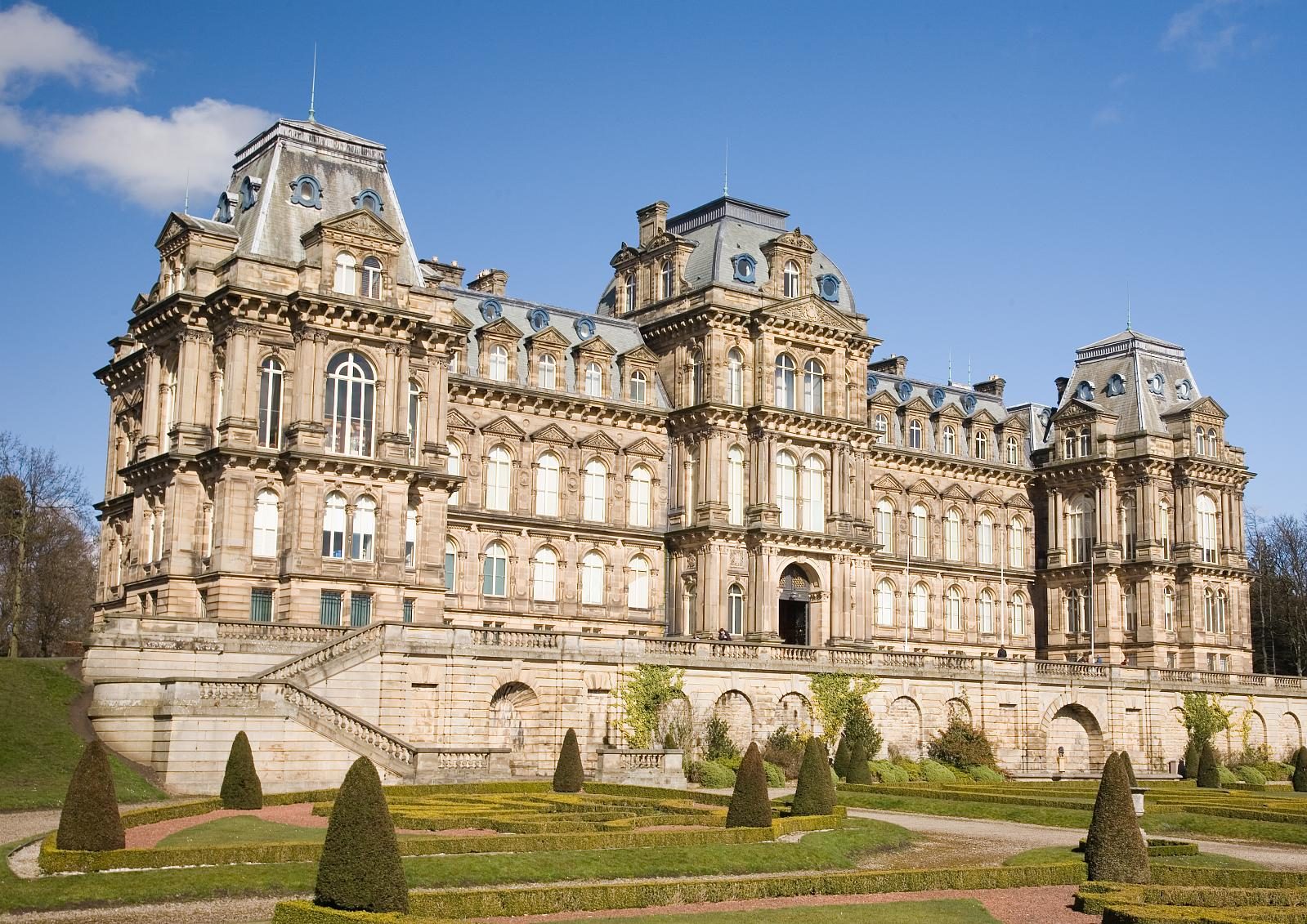

博斯博物館（Bowes Museum）是英國的一座美術館，位於英格蘭達勒姆郡巴納德城堡。博斯博物館收藏了眾多知名畫家的美術品，創始人是John Bowes和他的妻子Joséphine Chevalier。博物館開業於1892年。博物館建築的設計者是法國建築家fr和英國建築家John Edward Watson。

## 外部連結
- 官方网站
- Paintings （页面存档备份，存于） from the Bowes Museum on VADS
- Information （页面存档备份，存于） from the 24 Hour Museum